# تپه منجوق چیلار
تپه منجوق چیلار مربوط به دوره اشکانیان - دوره ساسانیان است و در شهرستان گرمی، بخش مرکزی، دهستان اجارود غربی، روستای بنه واقع شده و این اثر در تاریخ ۲۷ اسفند ۱۳۸۶ با شمارهٔ ثبت ۲۲۶۰۵ به‌عنوان یکی از آثار ملی ایران به ثبت رسیده است.